# Rishra
Rishra es un municipio de la India situado en el distrito de Hugli, en el estado de Bengala Occidental. Según el censo de 2011, tiene una población de 124 577 habitantes.
Forma parte del área cubierta por la Autoridad de Desarrollo Metropolitano de Kolkata.